# James Ward-Prowse
James Michael Edward Ward-Prowse (født 1. november 1994) er en engelsk fodboldspiller, der spiller offensiv midtbane for Westham United.